# Bolivie aux Jeux sud-américains
 (juin 2025).
Si vous disposez d'ouvrages ou d'articles de référence ou si vous connaissez des sites web de qualité traitant du thème abordé ici, merci de compléter l'article en donnant les références utiles à sa vérifiabilité et en les liant à la section « Notes et références ».
La Bolivie a participé à tous les Jeux sud-américains. Elle participa pour la première fois à cette compétition lors de la première édition qui eut lieu à La Paz en 1978. Elle n'a remporté aucune des éditions.

## Historique des médailles
| Année | Pays      | Lieu              | Position | Or | Argent | Bronze | Total |
| ----- | --------- | ----------------- | -------- | -- | ------ | ------ | ----- |
| 1978  | Bolivie   | La Paz            | 3/8      | 20 | 42     | 44     | 106   |
| 1982  | Argentine | Rosario           | 9/10     | 1  | 1      | 8      | 10    |
| 1986  | Chili     | Santiago du Chili | 7/10     | 2  | 2      | 6      | 10    |
| 1990  | Pérou     | Lima              | 8/10     | 2  | 9      | 24     | 35    |
| 1994  | Venezuela | Valencia          | 12/14    | 2  | 5      | 15     | 22    |
| 1998  | Équateur  | Cuenca            | 9/14     | 2  | 7      | 18     | 27    |
| 2002  | Brésil    | Brésil            | 13/14    | 0  | 0      | 9      | 9     |
| 2006  | Argentine | Buenos Aires      | 11/15    | 0  | 2      | 5      | 7     |
| 2010  | Colombie  | Medellín          | 8/15     | 2  | 1      | 8      | 11    |
| 2014  | Chili     | Santiago du Chili |          |    |        |        |       |
| Total | Total     |                   | -        | 31 | 69     | 137    | 237   |